# Jardim Comercial
O Jardim Comercial é um bairro da zona sul da cidade de São Paulo, situado no distrito do Capão Redondo. É delimitado por diversos bairros, como o Jardim Lilah, Parque Independência, Jardim São Bento e Parque Fernanda. É um bairro residencial, cujas vias principais são um trecho da Estrada de Itapecerica e a Rua Waldemar Ortega.

## Pontos de Interesse
O bairro, por ser pequeno, não possui comércio muito forte ou grandes pontos de interesse, mas conta com escolas conhecidas na região, como o Maud Sá.
O bairro ainda possui uma linha de ônibus que abrange boa parte de sua extensão, que é a 6815/10, que liga o bairro ao Terminal Capelinha.
1. ↑  http://www.spbairros.com.br/tag/bairros-capao-redondo/
2. ↑  http://www.educacao.sp.gov.br/cgrh/escolas/maud-sa-de-miranda-monteiro-professora/
3. ↑  http://200.99.150.170/PlanOperWeb/ABConCdTerD.asp?CdParID=18846&numopcoes=5&TpNotID=68&ExibirMapa=0&url=ABInfSvItiGoogleM.asp?TpNotID=68%5Bseparador%5DGfNosID=201521%5Bseparador%5DnumOpcoes=5%5Bseparador%5DCdNotID=18846#